# ألبرتو ريبيرو
ألبرتو ريبيرو (بالبرتغالية: Alberto Ribeiro‏) هو مغني برتغالي، ولد في 29 فبراير 1920 في إيرميسندي في البرتغال، وتوفي في 26 يونيو 2000.

## وصلات خارجية
- ألبرتو ريبيرو على موقع IMDb (الإنجليزية)
- ألبرتو ريبيرو على موقع ميوزك برينز (الإنجليزية)
- ألبرتو ريبيرو على موقع ديسكوغز (الإنجليزية)
- ألبرتو ريبيرو على موقع قاعدة بيانات الفيلم (الإنجليزية)